# Jason Tiatia
Pour les articles homonymes, voir Tiatia.
Pas d'image ? Cliquez ici

a Compétitions nationales et continentales officielles uniquement.

b Matchs officiels uniquement.
Dernière mise à jour le 31 mars 2022.
Jason Tiatia, né le 27 juin 1979 à Christchurch, est un joueur néo-zélandais de rugby à XV et de rugby à sept qui évolue au poste d'ailier.

## Biographie
Jason Tiatia débute dans le National Provincial Championship en 2001 avec la province du Southland, puis joue pour l'équipe de Bay of Plenty en 2002.
En parallèle, il joue sous le maillot de l'équipe de Nouvelle-Zélande de rugby à sept.
Il rejoint le Top 16 avec le FC Grenoble lors de la saison 2004-2005 avant de continuer sa carrière au Gran Rugby Parme dans le Super 10.